# Nippur
Nippur (sumerisk: Nibru, ofte logografisk gengivet som 𒂗𒆤𒆠, EN.LÍLKI, "Enlils by" akkadisk: Nibbur) var blandt de ældste af sumeriske byer. Det var det særlige sæde for tilbedelse af den sumeriske gud Enlil, "Vindens Herre," regent over kosmos, underlagt alene An. Nippur lå i det moderne Nuffar i Afak i Guvernementet Al-Qadisiyyah i Irak.

## Historie
Nippur har aldrig haft egen politisk overhøjhed, men dets kontrol var afgørende, da den blev anset for at give det samlede "kongedømmet" til monarker fra andre bystater. Det var tydeligt en hellig by vigtig pga. den berømte helligdom for Enlil.
Ifølge Tummal krøniken var Enmebaragesi, en tidlig hersker i Kish, den første der opbyggede et tempel for Kish. Hans indflydelse over Nippur er også opdaget arkæologisk. Krøniken opregner tidlige sumeriske herskere, der holdt ceremonier ved templet: Aga af Kish, søn af Enmebaragesi; Mesannepada af Ur; hans søn Meskiang-Nunn; Gilgamesh af Uruk; hans søn Ur-Nungal; Nanni af Ur og hans søn Meskiang-nanna. Det tyder på, at praksis blev genoplivet i neo-sumeriske tider af Ur-Nammu af Ur og fortsatte, indtil Ibbi-Sin udnævnte Enmegalana til ypperstepræst i Uruk (ca. 1950 f.Kr.).
Inskriptioner af Lugal-Zage-Si og Lugal-kigub-nidudu, konger af henholdsvis Uruk og Ur og andre tidlige præ-ikke-semitiske herskere, på dørkarme og stenvaser, viser den veneration, den gamle helligdom senere blev dyrket med, og dens præg af legitimitet. Med deres offergaver udpegede nogle af disse herskere sig selv som ensis eller guvernører.

### Præ-Sargonisk æra
Nippur var oprindeligt en landsby af stråhytter i marsken. Den var særlig udsat for ødelæggelser ved oversvømmelser eller brand. Af en eller anden grund blev bosættelsen på samme sted, og efterhånden hævede stedet sig over marsken - dels ved ophobning af affald, dels gennem arbejde af indbyggerne. Da indbyggerne begyndte at udvikle civilisationen, erstattede de deres helligdoms stråhytter med lerstensbygninger. Den tidligste civilisationen, "leralderen", kendetegnes af rå håndlavet keramik og tommelfinger-mærkede mursten - flade på den ene side, konkave på den anden, gradvis udviklet gennem flere temmelig markante etaper. Den nøjagtige udformning af helligdommen i denne periode kan ikke bestemmes, men den synes at have været forbundet med ligbrænding. Omfattende rester af lignende kremering findes i alle de ældre præ-sargoniske lag. Der er dokumentation for succession på stedet af forskellige folk, temmelig forskellige i civilisationstrin. Et lag markeres af malet keramik af god kvalitet; det ligner et, der er fundet i et lag i Susa, og ligner tidlig ægæisk keramik mere end nogen senere keramik fundet i Sumer i Mesopotamien.
Dette folk afløstes efterhånden af et markant lavere (mht. fremstilling af keramik, men tilsyneladende overlegne som bygmestre). I et af disse tidligere meget gamle lag blev der i forbindelse med helligdommen opdaget en kanal bygget af mursten i form af en bue. På et tidspunkt begyndte sumeriske indskrifter at blive skrevet på ler i en næsten lineær skrift. Helligdommen stod dengang på en forhøjning og indeholdt tilsyneladende et ziggurat.

### Akkadisk, Ur III og gamle babyloniske perioder
Sent i det 3. årtusinde f.Kr. blev Nippur erobret og besat af semitiske herskere fra Akkad eller Agade, og talrige offergaver fra Sargon, Rimush og Naram-Sin vidner om den ærbødighed, også de nærede for denne helligdom. Naram-Sin genopbyggede både templet og byens mure og ophobningen af affald markerer nu stedet og bragte dem tilbage under hans kontrol. Weidner tavlen (ABC 19) tyder på, at det akkadiske imperium faldt som guddommelig gengældelse på grund af Sargons forsøg på at overføre status som "hellig by" fra Nippur til Babylon.
Denne akkadiske besættelse blev fulgt af en besættelse i løbet af tredje dynasti af Ur, og konstruktioner af Ur-Nammu, den store bygherre af templer, er aflejret lige oven på Naram-Sins. Ur-Nammu gav templet dets endelige karakteristiske form. Han jævnede delvis de konstruktioner, som stammer fra hans forgængere, og opførte en terrasse af mursten ca. 12 meter høj, der dækker ca. 32.000 m². Nær den nordvestlige kant, mod det vestlige hjørne, byggede han et ziggurat i tre trin af tørre mursten og brændte mursten lagt i asfalt. På toppen stod det særlige skrin eller bolig for guden som i Ur og Eridu i et lille kammer. Adgangen til zigguratets trin fra pladsen neden for, var et skråt plan på den syd-østlige side. NØ for ziggurat stod tilsyneladende Bels Hus, og på pladsen neden for zigguratet stod forskellige andre bygninger, helligdomme, skatkamre og lignende. Hele strukturen blev orienteret efter de fire verdenshjørner.
Ur-Nammu genopbyggede også murene i byen på linje med Naram-Sins mure. Rekonstrueringen af de generelle træk i templet i denne og de umiddelbart efterfølgende perioder har været gjort lettere ved opdagelsen af en kortskitse på et fragment af en lertavle. Denne kortskitse viser en fjerdedel af byen mod den østlige del af Shatt-en-Nil-kanalen. Dette kvarter lå bag mure, en by i byen, der danner en uregelmæssig firkant med sider på ca. 820 m. Den er på alle sider adskilt af kanaler fra de øvrige kvarterer og fra landet mod nord og øst med brede kajer langs murene. En mindre kanal delte dette kvarter byen i to. Midte på den sydøstlige side stod templet, mens der i den nordvestlige del langs Shatt-en-Nil er antydet to store lagerbygninger. Selve templet bestod ifølge denne plan af en ydre og indre gård hver på ca. 32.000 m² omgivet af dobbelte mure med et ziggurat på NV siden.
Templet blev fortsat udbygget eller genopbygget af konger fra forskellige dynastier, som det fremgår af mursten og offerfund, der bærer inskriptioner om forskellige dynastier i Ur og Isin. Det synes at have lidt alvorligt i nogle henseender på eller omkring det tidspunkt, hvor elamitterne invaderede, som det fremgår af fragmenter af statuer, offerfund vaser og lignende. På samme tidspunkt synes det at have vundet respekt fra de elamitisk erobrere, så Rim-Sin I, den elamitiske konge i Larsa, kalder sig selv "hyrde af Nippurs land". Med opbygningen af det babyloniske imperium under Hammurabi tidligt i det 2. årtusinde f.Kr. blev det religiøse såvel som politiske centrum for indflydelse overført til Babylon.Marduk blev herre over pantheon, mange af Enlils attributter blev overført til ham og Ekur, Enlils tempel, blev til en vis grad forsømt.

### Senere historie
Under det følgende kassitiske dynasti (kort efter midten af det 2. årtusinde) blev Ekur genoprettet endnu engang til sin tidligere pragt. Flere monarker i dette dynasti byggede på og pyntede det, og tusindvis af indskrifter fra disse herskere er opdaget i dets arkiver. Efter midten af det 12. århundrede f.Kr. følger en anden lang periode med forsømmelser, men med erobringen af Babylon af den assyriske konge Sargon II ved udgangen af det 8. århundrede f.Kr. møder vi igen bygningsinskriptioner, og under Ashurbanipal omkring midten af det 7. århundrede f.Kr. finder vi Ekur restaureret med en pragt større end nogensinde før: zigguratet fra denne periode er 58 x 39 m. Efter faldet af det Neo-assyriske imperium synes Ekur gradvist at være gået i forfald, indtil i den Seleukidiske periode det gamle tempel endelig blev forvandlet til en fæstning. Kæmpevægge blev opført i kanterne af den gamle terrasse, gårdene i templet blev fyldt med huse og gader, og zigguratet selv blev bemærkelsesværdigt bygget i korsform og omdannet til en akropolis for fæstningen. Denne fæstning var besat og yderligere bygget på indtil afslutningen af den parthiske periode, omkring 250 e.Kr.; men under sassanidernes styre forfaldt det, og den antikke helligdom blev i betydeligt omfang blot en begravelsesplads; kun en lille landsby af lerhytter sammenhobet omkring det gamle ziggurat var fortsat beboet. Det fremgår, at byen var sæde for et kristen østassyrisk kirkes bispedømme så sent som i det 8. århundrede e.Kr.

## Arkæologi
Nippur lå på begge sider af Shatt-en-Nil-kanalen, en af Eufrats tidligste løb mellem den nuværende flodseng og Tigris, næsten 160 km SØ for Bagdad. Den er repræsenteret ved den store kompleks af ruingravhøje kendt af araberne som Nuffar (de tidlige opdagelsesrejsendes Niffer) delt i to hoveddele af den udtørrede gamle Shatt-en-Nil (Arakhat). Det højeste punkt på disse ruiner er en konisk bakke ca. 30 m over det omgivende område NØ for kanalens flodseng, af araberne kaldet Bint el-Amiror "prinsens datter."
Nippur blev først udgravet af sir Austen Henry Layard kortvarigt i 1851. Fuldskala udgravning blev igangsat af en ekspedition fra University of Pennsylvania. Arbejdet omfattede fire sæsoners udgravninger mellem 1889 og 1900 og ledet af John Punnett Peters, John Henry Haynes, og Hermann Volrath Hilprecht.

Nippur blev udgravet i 19 sæsoner mellem 1948 og 1990 af et hold fra Oriental Institute of Chicago, nogle gange sammen med University of Pennsylvania Museum of Archaeology and Anthropologi og American Schools of Oriental Research.

Både i Tello og i Nippur fandtes templets lerarkiver ikke i selve templet, men på et høj ved siden af. SØ for tempelkvarteret og uden vægge som beskrevet ovenfor - adskilt fra det med en stort bassin forbundet med Shatt-en-Nil - lå en trekantet gravhøj ca. 7,5 m høj og på 52.000 m². I højen lå et stort antal beskrevne lertavler (det anslås, at op mod 40.000 tavler og fragmenter er udgravet i denne høj alene) fra midten af det 3. årtusinde f.Kr. til den persiske periode. Det var for det meste tempelarkiver: dels skoleøvelser og lærebøger, dels matematiske tabeller; og et betydeligt antal tavler af udpræget litterær karakter.
Næsten lige over for templet blev et stort palads udgravet, tilsyneladende fra den seleukidiske periode. I dets omgivelser og videre mod syd på disse gravhøje blev et stort antal beskrevne tavler udgravet. Det er dels tempelarkiver fra kassitisk tid, dels kommercielle arkiver fra den persiske periode. Den sidste, "bøger og papirer" fra Murashus regeringens handelsagentur kaster lys over betingelserne for byen og administrationen i landet i det 5. århundrede f.Kr.. De giver en meget god idé om administrationen af et gammelt tempel. Hele byen Nippur synes blot at have været et vedhæng til det. Templet var en stor jordejer og besad både gårde og græsningsarealer. Dets lejere var forpligtet til at føre omhyggeligt regnskab over deres forvaltning af ejendommene. Regnskaberne blev opbevaret i templets arkiver. Vi har også i disse arkiver lister over varer i templets skatte og lister over templets embedsmænds løn på skemaer specielt forberedte og markerede for et år eller derunder.
Oven på disse gravhøje blev fundet en betydelig jødisk by, der stammer fra omkring begyndelsen af det arabiske periode frem til det 20. århundrede e.Kr.. I husene fandtes et stort antal besværgelsesskåle (beregnet til at holde dæmoner ude). Jødiske navne, som forekommer i de persiske dokumenter fra Nippur, viser at jødisk bosættelse i virkeligheden er fra en meget tidligere periode.